# Johan Jacobs (Maler)
Johan Jacobs (* 9. November 1965 in Berlin-Charlottenburg) ist ein deutscher Maler und Grafiker. 

## Werdegang
Johan Jacobs schloss das Gymnasium 1986 ab und studierte 1987–1993 Malerei und Grafik an der Staatlichen Akademie der Bildenden Künste Karlsruhe. 1992/1993 war er Meisterschüler bei Horst Antes. 
Nach dem Diplom ließ sich Jacobs als freier Künstler in seiner Geburtsstadt nieder. Seine Werke waren bereits in mehreren Gemeinschafts- und Soloausstellungen zu sehen. 

## Schwerpunkte der künstlerischen Arbeit
Jacobs beschäftigt sich mit der bildlichen Darstellung der zunehmenden Künstlichkeit unserer Lebensumwelt und den Reaktionen von Mensch und Tier darauf. Immer wiederkehrende Motive seiner Bilder sind der Horizont, Gebäude, Straßen, Menschen, Tiere und die Sonne. 
Die grafischen Werke umfassen Linolschnitte, Radierungen, Lithografien und Zeichnungen.

## Werke und Ausstellungen (Auswahl)
- 1996, 26.–30. November: Debütanten-Ausstellung der Kunstakademie Karlsruhe[1]
- 1998/1999: freie Malerei direkt in der Arena Berlin und in der Columbiahalle. 
Die entstandenen großformatigen Bilder befinden sich im Inneren.[2]
- 1999/2000: drei große Wandbilder für die Max-Schmeling-Halle mit Motiven zum Basketball, darunter Basketballnacht[3]
- 2001, 2002 und 2003: künstlerische Mitgestaltung an dem jährlich in den Dortmunder Westfalenhallen stattfindenden Tanzfestival MayDay.
- um 2005: Graffito-Fassadenbilder für Giebel des Wohnhauses Choriner Straße 56, Berlin-Prenzlauer Berg und des Schulgebäudes des Max-Reinhardt-Gymnasiums, Carola-Neher-Straße, Berlin-Hellersdorf (seit 2008 Flüchtlingsheim)[4]
- 2009: Horizont[5]
- 2014, 21. August–24. September: Ausstellung Johan Jacobs. Malerei und Grafik  in der Kommunalen Galerie 100, Konrad-Wolf-Straße 99/100, Bezirk Lichtenberg von Berlin